# 円石藻
円石藻（えんせきそう）は、細胞表面に円石と呼ばれる円盤型の構造を持つ植物プランクトンである。分類学上はハプト植物門に属する単細胞真核藻類である。

## 概論
円石藻はすべて海産で、世界中の海洋に広く分布している。細胞直径は5-100マイクロメートル程度、細胞内に葉緑体を持ち光合成を行う独立栄養生物で、外洋における重要な一次生産者である。細胞の表面に炭酸カルシウムの鱗片である円石を持っており、これにより他のハプト藻と区別される。しかしながら円石藻は単系統のグループではなく、ハプト植物門の中で幾つかの系統にまたがって出現した事が知られている。
円石藻は円石の形態により容易に種の同定・区別が可能であり、現生のものだけでも60属以上が知られている。また円石藻は微化石として大量に出土する為、現生種の何倍もの化石種が記載されており、層序学の分野においては示準化石として利用されている。加えて、円石の形態が円石藻の生育環境によって変化する事を利用し、示相化石として古環境の復元に用いられる事もある。

## 生態

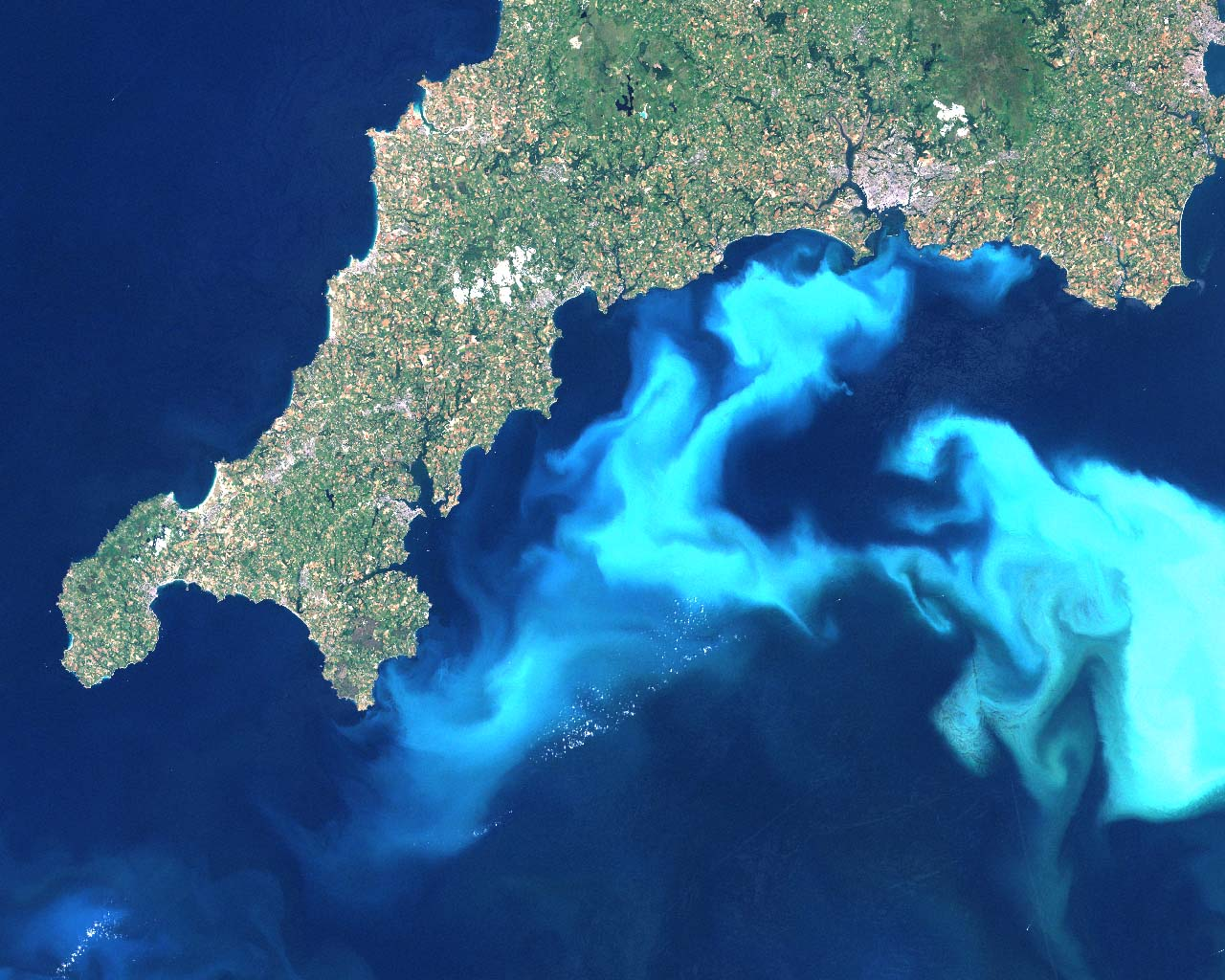
プリマス沖で大発生した Emiliania huxleyi （空色の部分、1999年7月、ランドサット画像）

円石藻は光合成生物であり、海洋の有光層で生活する。円石藻の多くは貧栄養の外洋を好み、高密度で存在する事は少ない。例外的にイソクリシス目の Emiliania huxleyi や Gephyrocapsa oceanica は富栄養環境に適応しており、沿岸域・外洋域をとわず大発生する事がある。北大西洋などでは前者が、太平洋の日本近海では後者がブルームを形成する事が知られている。
円石藻の生活環は、単相世代と複相単世代の交代が特徴的である。配偶子接合によって、単相から複相へ移行、逆に減数分裂によって、複相から単相へ移行する。

## 円石
円石（えんせき、coccolith、コッコリス或いはココリスとも呼ばれる）は、円石藻の細胞表面を覆う炭酸カルシウムの構造である。形は円から楕円の円盤型が最も一般的であるが、棒状のものやカップ型のもの、王冠型のものなど多岐に渡る。Syracosphaera 属など一部の円石藻では、一つの細胞が複数の種類の円石を持っている事もある。円石が細胞の周りを覆って形成する球体全体をコッコスフィア（coccosphere）と呼ぶ。

### 円石の観察法

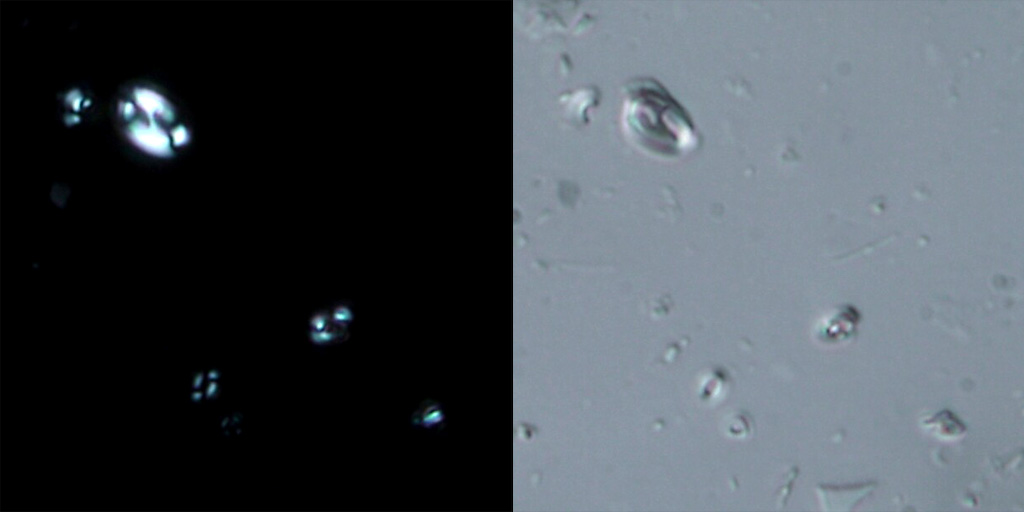
海底堆積物中の円石。偏光像（左）と微分干渉像（右）

球形の円石藻は光学顕微鏡でも観察でき、円石は細胞を取り巻く透明な層として確認できる。個々の円石は大きさが直径数マイクロメートルから数十マイクロメートルであり、また非常に薄いために通常の透過光ではコントラストが付かず確認しづらい。円石の観察には、円石が複屈折性を持つ事を利用して偏光顕微鏡が良く用いられる。円石を偏光顕微鏡で観察すると、屈折した光が風車のような独特の明暗のパターン（左写真）を示す為、海底堆積物のような混合物の中に含まれる円石を容易に見分ける事ができる。さらに細部の形態観察には、円石のカーボンレプリカを作成して透過型電子顕微鏡による観察を行うか、走査型電子顕微鏡を用いる。

### 円石の種類と構造
円石はホロコッコリスとヘテロコッコリスの二種類に大別される。
ホロコッコリス（holococcolith）
一片が0.1マイクロメートル程度の、小さな斜方六面体の方解石結晶より成る。円石藻の細胞表面で形成される。
ヘテロコッコリス（heterococcoliths）
方解石に加えて霰石型の結晶から成る円石。様々な大きさ・形状の結晶単位が放射状に配列して構成されている。円石藻の細胞内、ゴルジ体などの器官で形成される。
ホロコッコリスとヘテロコッコリスは従来、異なる種が別個に形成する円石であると考えられてきた。しかし近年、円石藻の培養技術の発達に伴って、円石藻は生活環の各ステージにおいて、それぞれの種類の円石を持つ事が分かってきた。一般に単相（n）の世代はホロコッコリスを、複相（2n）の世代はヘテロコッコリスを形成する。つまり一種類の円石藻が、場合により全く異なる形状の円石を付けるのである。これを受けて、今まで分類基準を円石の形状に頼ってきた円石藻の分類体系は、大きな変革を迫られている。

### 円石の役目
円石の役目に関しては諸説あるが、未だ決定的なものはない。これは円石藻に限らず、多彩な形状の外被を持つ藻類や原生動物全般に共通する疑問である。以下に代表的な仮説を挙げる。
浮力制御
円石藻の多くは鞭毛を持たないか、持っていても短く、遊泳に適さない形状のものが多い。そこで円石を付ける事で比重を調節し、また水流の撹乱を捉えやすくする事で細胞の単純な沈降を抑えているとする説。これにより円石藻は有光層に留まると共に、海水中の栄養塩を効率良く得る事ができるとされる。
捕食に対する抵抗・防御
捕食者に消化されにくい無機物の構造物を細胞に付け、細胞全体の栄養価を小さくして捕食圧を下げているとする説。個々の細胞の生存にはさほど貢献しないが、生物群全体では意味のある戦略であると言われている。バクテリアのような小さな外敵に対しては、単純に円石が防御の役割を果たす。
緩衝地帯
緻密な構造の円石はその周囲にある程度の海水を保持しており、これが細胞と外部環境とのバッファとして機能しているとする説。
光制御
円石によって強すぎる光や紫外線を低減している、或いは逆にレンズのような仕組みで葉緑体に光を集めているとする説。
CO2貯蔵
円石は炭酸カルシウム（CaCO3）でできているので、CO2が豊富にある時には円石として貯蔵し、不足時にはこれを溶解して光合成に必要なCO2を補っているとする説。

## 化石

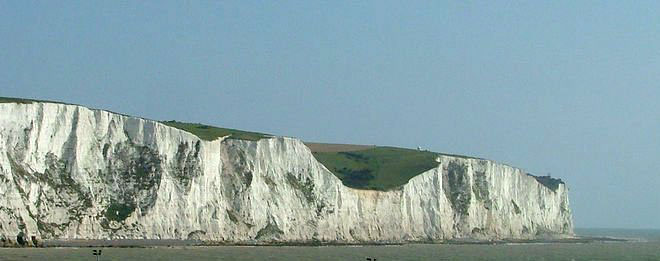
ドーバー海峡の白い石灰岩露頭。大部分が円石藻の化石でできている。

円石藻の研究は1800年代のエーレンベルクやハクスリーにまで遡るが、これらはいずれも化石や堆積物としての円石を対象としたものであった。円石は低マグネシウム含有性の炭酸カルシウムであり、化石化しやすい。
円石藻が死ぬと円石は沈降してゆくが、大部分の円石は海底に到達する前に溶解してしまう。円石が堆積物として大量に集積する為には、動物プランクトンなどに捕食されて糞として固められる（いわゆる fecal pellet となる）必要がある。沈降した円石は年月を経て石灰岩となり、ドーバー海峡に見られるような白亜、つまり天然のチョークの露頭を示す。
円石藻の化石は三畳紀から現代に至る各層から発見されている。円石藻が最も栄えたのはジュラ紀から白亜紀にかけてであるが、恐竜類が絶滅したK-T境界において、円石藻もその8割の種が失われたと言われている。新生代にはディスコアスター（Discoaster）と呼ばれる放射総称の円石を持つ円石藻が栄えたが、個々の円石は発見されるもののコッコスフィアを維持している例は無く、円石藻とは全く別の生物に由来する可能性も残っている。

## 分類と各群の特徴

### イソクリシス目（Isochrysidales）の円石藻
全てノエラエラブダス科（Noelaerhabdaceae）に含まれる。現生種としては3属が知られる。
Genus Emiliania エミリアニア属
およそ20万年前に Gephyrocapsa 属から分岐したとされる新しい属。現生の E. huxleyi は最も有名な円石藻であるが、既に化石種となった種も存在する。
- E. huxleyi ：最大のバイオマスを誇る円石藻であり、しばしばブルームを形成する。多くの亜種が知られている。本種のゲノムプロジェクトも進行中である

Genus Gephyrocapsa ゲフィロカプサ属
日本近海で良く見られる円石藻。Emiliania 属と非常に近縁で、両者の18S rRNA配列およそ1800bpは完全に一致する。円石にブリッジと呼ばれる構造を持つ点が最大の特徴である。
- G. oceanica ：最も普通な種。
- G. ericsonii ：G. oceanica よりも小型で外洋を好む。沿岸域での出現は稀。
- G. muellerae ：大型の種。G. oceanica より重厚な円石を形成する。
- G. protohuxleyi ：名前の通り、Emiliania と Gephyrocapsa の中間的な形態を示す種。ただし、これが Emiliania 属の直接の祖先であるという証拠はない

Genus Reticulofenestra レティキュロフェネストラ属
出現年代は上記2種よりも古く、これらの祖先であるとされている。大部分は化石種であるが、ただ一種 R. sessilis のみが現生種として残っている。
- R. sessilis ：中心目の珪藻 Thalassiosira に集団で寄生する変わった円石藻。寄生性の円石藻はこの一種のみである。

### 円石藻目（Coccolithales）の円石藻
Family Coccolithaceae コッコリサス科
最も基本的な円盤型の円石を持つ円石藻。カルシディスカス科（Calcidiscaceae）を分離する事もある。
- Coccolithus、Calcidiscus、Oolithotus 、Umbilicosphaera など

Family Pleurochrysidaceae プレウロクリシス科
沿岸域を好む円石藻。培養が容易で、円石形成の研究材料として良く用いられる。
- Pleurochrysis

Family Hymenomonadaceae ヒメノモナス科
沿岸域を好む円石藻。
- Hymenomonas、Jomonlithus、Ochrosphaera

Family Rhabdosphaeraceae ラブドスファエラ科
長い針状、あるいは根棒状の円石を持つ円石藻。
- Acanthoica、Algirosphaera 、Discosphaera、Rhabdosphaera など

Family Syracosphaeraceae シラコスファエラ科
「syracolith」と呼ばれるカップ状の円石を持つ事で特徴付けられる円石藻。細胞の部位によって異なる形状の円石を付けたり、数種類の円石を層状に付けたりする種が含まれる。
- Syracosphaera、Coronosphaera'、Michaelsarsia、Ophiaster など

Family Alisphaeraceae アリスファエラ科
一箇所に突起のある非対称の円石を持つ円石藻。
- Alisphaera、Canistrolithus、Polycrater

Family Ceratolithaceae セラトリス科
細胞表面にリング状の円石を、細胞内部の細胞核付近にフック型の円石を持つ変わった円石藻。前者を持つ円石藻が Neosphaera として、後者が Ceratolithus として独立に記載されたが、単一の種であると考えられている。
- Ceratolithus、Neosphaera

Family Braarudosphaeraceae ブラルドスファエラ科
正五角形の円石を持ち、正十二面体のコッコスフィアを形成する円石藻。
- Braarudosphaera

Family Papposphaeraceae パッポスファエラ科
漏斗状の円石を持つ円石藻。葉緑体を二次的に失った無色の円石藻であり、従属栄養生活を営む。
- Papposphaera、Pappomonas

“Zygodiscales”
大型の螺旋型や椀型の円石を持つ円石藻。
- Helicosphaera、Pontosphaera、Scyphosphaera

incertae sedis 位置不明群
形態的に近い種類が無く、分子情報も得られていない為に分類不可能な円石藻。
- Florisphaera、Gladiolithus、Umbellosphaera

“Holococcoliths”
ホロコッコリスを持つ円石藻。かつては独立の科とされていたが、ヘテロコッコリスを持つ複相世代との対応付けが進められている。ここでは暫定的にまとめて示す。
- Calyptrosphaera、Crystallolithus、Helladosphaera、Zygosphaera ほか